# Moana Vaireaux
Moana Vaireaux (París, 9 de julio de 1983) es un deportista francés que compite en vela, en la clase Nacra 17. Ganó una medalla de plata en el Campeonato Europeo de Nacra 17 de 2013.

## Palmarés internacional
| \| Campeonato Europeo \| Campeonato Europeo \| Campeonato Europeo \| Campeonato Europeo \| \| Año \| Lugar \| Medalla \| Clase \| \| ------------------ \| ------------------ \| ------------------ \| ------------------ \| \| 2013 \| Dervio (Italia) \| Medalla de plata \| Nacra 17 \| |                 |                  |          |
| Campeonato Europeo |                 |                  |          |
| Año | Lugar           | Medalla          | Clase    |
| 2013 | Dervio (Italia) | Medalla de plata | Nacra 17 |